# Charles Siffrein d'Anselme Duvignot
Charles Siffrein d'Anselme Duvignot, né le 23 septembre 1756 à Apt (Provence), mort le 9 août 1845 à Apt (Vaucluse), est un général français de la Révolution et de l’Empire.

## États de service
Il est promu général de brigade d’infanterie le 19 mars 1794, à l’armée du nord, et le 1er octobre 1794, il passe à l’Armée de Sambre-et-Meuse.
Le 13 février 1797, il est mis en congé de réforme.
En 1800–1801, il est président du comité d’audit de la 8e division militaire à Gap.
Il est admis à la retraite le 8 juin 1811. Il meurt le 9 août 1845 à Apt.

## Sources
- (en) « Generals Who Served in the French Army during the Period 1789 - 1814: Eberle to Exelmans »